# Mauro Shampoo
Mauro Teixeira Thorpe (Recife, Brasil, 20 de noviembre de 1956) es un exfutbolista brasileño que se sabe que su último equipo fue el Íbis Sport Club de Brasil jugaba como centrocampista.

## Trayectoria
Shampoo jugó en el Íbis durante toda su carrera (10 años).

## Trayectoria posterior
Tras su retiro, Shampoo trabajó como peluquero.

## En la cultura popular
Shampoo tiene una película que habla de sí mismo tituada Mauro Shampoo – jogador, cabeleireiro e homem.

## Vida personal
Shampoo tiene trece hermanos.